# Garkalne (Ādaži)
Garkalne – wieś na Łotwie, w krainie Liwonia, w novadsie Ādaži. Według danych na rok 2012, miejscowość zamieszkiwały 454 osoby.